# Mary Leo
Mary Leo R.S.M. (ur. jako Kathleen Agnes Niccol 3 kwietnia 1895 w Devonport, zm. 5 maja 1989  w Auckland) – nowozelandzka zakonnica w zakonie Sióstr Miłosierdzia, nauczycielka śpiewu znanych śpiewaczek operowych i piosenkarek, Dama Komandor Orderu Imperium Brytyjskiego.

## Życiorys
Uczęszczała do szkoły Sióstr Miłosierdzia w Devonport. Od wieku 8 lat uczyła się śpiewu i gry na pianinie, wykazując wybitne uzdolnienia. Potem pracowała jako guwernantka. Wstąpiła do klasztoru Sióstr Miłosierdzia w Auckland w 1923 r., a w 1929 r. złożyła tam śluby wieczyste. Jednocześnie kontynuowała wykształcenie w dziedzinie gry na pianinie (dyplom w 1925 r.) i śpiewu (dyplom nauczycielski w 1927 r.) Od 1939 r. była nauczycielką śpiewu w St Mary’s College w Auckland, gdzie prowadziła znany chór. W latach 1950. i 1960. wiele jej uczennic zdobywało nagrody na prestiżowych konkursach śpiewu; wśród nich były przyszłe znane śpiewaczki operowe: Malvina Major, Kiri Te Kanawa, Heather Begg, Mina Foley, Judith Edwards, Elisabeth Hellawell, Patricia Price, Elaine Dow, a także piosenkarki rockowe jak Jan Hellriegel. Siostra Mary Leo stała się znaną i poszukiwaną nauczycielką śpiewu, a w 1972 r. odbyła podróż dookoła świata, odwiedzając swoje słynne uczennice.
W 1963 r. Mary Leo została odznaczona Kawalerią Orderu Imperium Brytyjskiego (MBE), a w 1973 r. została mianowana Damą Komandorem tegoż orderu (DBE).